# 中国人民解放军国防科技大学工程兵学院
中国人民解放军国防科技大学工程兵学院原为长沙工程兵学院，是解放军工程兵一所初级指挥院校。1999年并入国防科技大学。

## 历史
1978年7月在长沙组建中国人民解放军工程兵学校。1986年6月更名中国人民解放军长沙工程兵学院。1999年并入国防科技大学，成为国防科技大学工程兵学院。 